# Lichte vorst
Lichte vorst is een term die gebruikt wordt binnen de meteorologie. Wanneer de temperatuur lager is dan 0,0 °C en uitkomt tussen -0,1 en -5,0 °C spreekt men van lichte vorst. Pas bij -5,1 °C is er sprake van matige vorst.
Nederland heeft gemiddeld per jaar tussen de 24 en 70 nachten met lichte vorst (De Bilt: 58).
10cm-temperatuur · bodemtemperatuur · hittegolf · ijsdag · koudegetal · koudegolf · luchttemperatuur · temperatuursom · tropennacht · tropische dag · vorst aan de grond · vorstdag · vorstperiode · warme dag · warmtegetal · zachte dag · zomerse dag 

Vorst: lichte vorst · matige vorst · strenge vorst · zeer strenge vorst